# Famiglia de Caumont
La famiglia di Caumont è una famiglia francese di nobile estrazione, originaria di Caumont-sur-Garonne.
Nel XIII secolo la famiglia si è divisa in due rami principali, quello precedente dei signori di Caumont, divenuti poi duchi di La Force, e quello dei Lauzun, che si estinse nel 1723.
Sotto l'impulso di Francesco di Caumont, amico personale di Enrico III di Navarra, che fu assassinato nella strage di san Bartolomeo, la famiglia si convertì molto presto alle idee della riforma..
Il catalogo della nobiltà Franciase di Régis Valette indica che questa famiglia è di provata nobiltà nell'Agenais dal XVI secolo e che il feudo di La Force fu eretto a ducato-paria nel 1788.

## Signori di Caumont
- Calo I (c. 1050), I signore di Caumont
- Goffredo I, II signore di Caumont
- Calo II, III signore di Caumont (partecipò alla prima crociata)
- Dodon, IV signore di Caumont
- Sanchez, V signore di Caumont
- Richard, VI signore di Caumont e di Lauzun
- Begon, VII signore di Caumont
- Guglielmo I, VIII signore di Caumont
- Guglielmo II, IX signore di Caumont
- Bertrand (? -1314), figlio di Guglielmo II, X signore di Caumont, partecipò alla battaglia di Courtenay nel 1296
- Guglielmo III (1269- ?), figlio di Bertrand, XI signore di Caumont, siniscalco di Tolosa (1334)
- Guglielmo Raimondo I (? -1371), figlio di Guglielmo III, XII signore di Caumont
- Nompar I, figlio di Guglielmo Raimondo I, XIII signore di Caumont

## Signori di Caumont, Samazan, Montpuillan, Castelnaud e Berbiguires

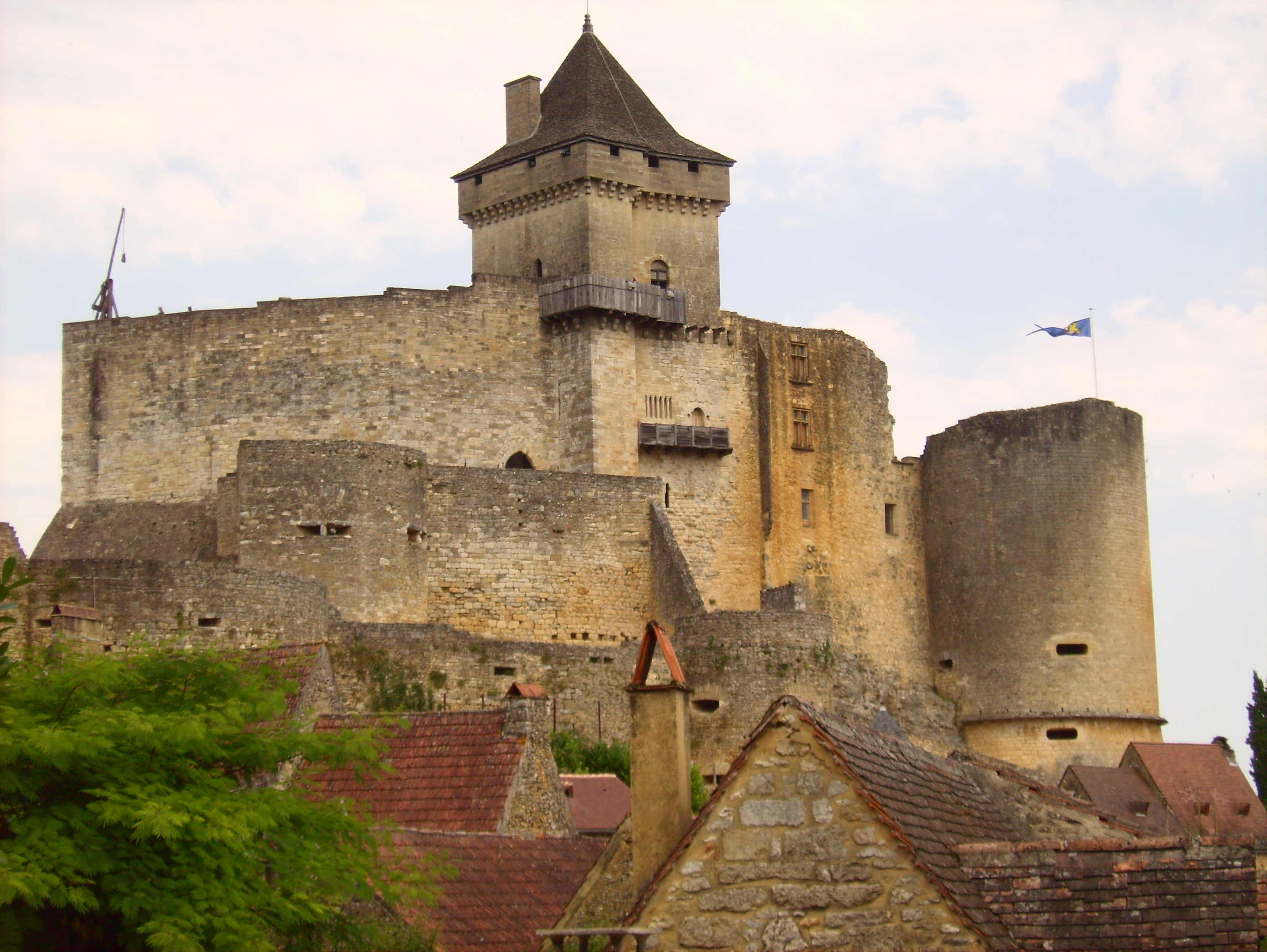
Il castello dei signori di Castelnaud

- Guglielmo Raimondo II (? -1418), figlio di Nompar I, XIV signore di Caumont, V signore di  Samazan e Montpuillan, I signore di  Castelnaud e Berbiguières.
- Nompar II (1392 -1428), figlio primogenito di Guglielmo Raimondo II.

## Signori di Castelnaud
- Brandelis (1420- ?), secondo figlio di Nompar II, II signore di Castelnaud.
- François I (? -1514), figlio di Brandelis.
- Carlo II (? -1527), figlio di Francesco I, IV signore di Castelnaud.
- Guglielmo Raimondo I, signore di Caumont.
- Francesco di Caumont, signore di Castelnaud, detto il visconte di Caumont, nato nel 1524, capitano ugonotto, ucciso nel  massacro di San Bartolomeo nel 1572.
- Goffredo di Caumont (nato verso il 1525 - aprile 1574), barone di Caumont
- Anne de Caumont (1574-1642), figlia di Goffredo.

## Duchi de La Force
- Jacques Nompar de Caumont, figlio di Francesco, I duca di La Force, maresciallo di Francia.
- Armand Nompar de Caumont, figlio di Henri-Nompar, duca di La Force, maresciallo di Francia.
- Henri-Nompar de Caumont, duca di La Force (1582-1678), duca di La Force, pari di Francia, maresciallo di campo.
- Antonin Nompar de Caumont (1633-1723), I duca di Lauzun e  sposo della Grande Mademoiselle.
- Charlotte-Rose de Caumont La Force (1650 - 1724), figlia di Francesco di Caumont La Force, romanziera e poetessa francese.
- Henri Jacques Nompar de Caumont (1675-1726), duca di La Force, membro dell'Académie française.
- Anne Nompar de Caumont (1758-1842), contessa di Balbi.
- Louis-Joseph Nompar de Caumont (1768-1838), marchese poi duca di La Force (1787), pari di Francia, Grande di Spagna, maresciallo di campo (1814).
- François Pierre Bertrand Nompar de Caumont (1772-1854), X duca di La Force, deputato, pari di Francia
- Auguste Luc Nompar de Caumont (1803-1882), XII duca di La Force, senatore del Secondo Impero, figlio del precedente.
- François Louis Nompar de Caumont La Force, conte de Castelnau (1810-1880), naturalista franco-australiano
- Auguste de La Force (1878-1961), duca di La Force, storico, membro dell'Académie française.
- Jacques de Caumont La Force (1912-1985), duca di La Force
- Henri Jacques Nompar de Caumont La Force (1944-), duca di La Force

## Possedimenti
- La Force (Dordogna), ducato di La Force.
- Tombebœuf in Lot-et-Garonne.
- Hôtel de Caumont (Aix-en-Provence).